# Xanthodaphne
Xanthodaphne là một chi ốc biển, là động vật thân mềm chân bụng sống ở biển trong họ Conidae.

## Các loài
Các loài thuộc chi Xanthodaphne bao gồm:
- Xanthodaphne agonia (Dall, 1890)[2]
- Xanthodaphne argeta (Dall, 1890)[3]
- Xanthodaphne bougainvillensis Sysoev, 1988[4]
- Xanthodaphne bruneri (Verrill, 1884)[5]
- Xanthodaphne charcotiana Bouchet & Warén, 1980[6]
- Xanthodaphne cladara Sysoev, 1997[7]
- Xanthodaphne dalmasi (Dautzenberg & Fischer, 1897)[8]
- Xanthodaphne egregia (Dall, 1908)[9]
- Xanthodaphne encella (Dall, 1908)[10]
- Xanthodaphne heterogramma (Odhner, 1960)[11]
- Xanthodaphne imparella (Dall, 1908)[12]
- Xanthodaphne leptalea (Bush, 1893)[13]
- Xanthodaphne levis Sysoev, 1988[14]
- Xanthodaphne maldivica Sysoev, 1996[15]
- Xanthodaphne maoria Dell, 1956[16]
- Xanthodaphne membranacea (Watson, 1886)[17]
- Xanthodaphne palauensis Sysoev, 1988[18]
- Xanthodaphne pyriformis (Schepman, 1913)[19]
- Xanthodaphne pyrropelex (Barnard, 1963)[20]
- Xanthodaphne sedillina (Dall, 1908)[21]
- Xanthodaphne subrosea (Barnard, 1963)[22]
- Xanthodaphne suffusa (Dall, 1890)[23]
- Xanthodaphne tenuistriata Sysoev, 1988[24]
- Xanthodaphne tropica Sysoev & Ivanov, 1985[25]
- Xanthodaphne xanthias (Watson, 1886)[26]